# Комедија ерудита
Комедија ерудита (итал. commedia erudita – учена, плаутовска комедија) је врста италијанске ренесансне комедије истанчаног хумора, стварана према античким узорима. Спојивши основне ставове античке поетике (Аристотел, Хорације) и њихове ренесансне интерпретације са искуством старих комедиографа (Теренције, Плаут), ренесансни аутори су дошли до нових законитости и створили имитаторску комедију, која је позната као ерудитна (учена). Њена супротност је комедија дел арте. 
У дубровачкој књижевности најуспјешније ерудитне комедије је писао Марин Држић, у које је, уз поштовање владајуће поетике ове драмске врсте уносио дух и атмосферу ренесансног Дубровника. 